# Antaniditra
Antaniditra är ett berg i Madagaskar. Det ligger i den norra delen av landet, 220 km norr om huvudstaden Antananarivo. Toppen på Antaniditra är 630 meter över havet.
Terrängen runt Antaniditra är huvudsakligen kuperad, men åt nordväst är den platt. Runt Antaniditra är det mycket glesbefolkat, med 3 invånare per kvadratkilometer. Omgivningarna runt Antaniditra är huvudsakligen savann.